# Amina Afzali
Amena Safi Afzali (Herat, 1957) es una política afgana que fue Ministra de Trabajo, Asuntos Sociales, Mártires y Discapacitados de la República Islámica de Afganistán.

## Trayectoria
Amena Safi Afzali nació en 1957 en la ciudad de Herat, Afganistán. Completó su educación superior en la Facultad de Ciencias de la Universidad de Kabul en 1978. Fundó desde la diáspora la Muslim Sisters Association (en español, Asociación de Hermanas Musulmanas), que estuvo en funcionamiento hasta 1992. Al año siguiente, fundó en Kabul el Movimiento Islámico de Mujeres de Afganistán, por los derechos de la mujer y la promoción de las jóvenes afganas, y su participación en actividades políticas y culturales.
Fundó varios centros educativos y de formación para mujeres y en 1994 creó en Kabul la primera escuela gratuita. Publicaciones como 'Rahrawan Samia', 'Al-Momenat', 'Paiwand' y 'Mother' se editaron bajo su dirección.
Volvió a Afganistán en 2002. Hasta 2004, fue comisionada de la Comisión Independiente de Derechos Humanos. Ese mismo año, se convirtió en Ministra de la Juventud, y después se integró en el Ministerio de Información y Cultura.
En 2006, formó parte de la Comisión de Preparación para la Jirga de Paz. También presidió el Alto Comisionado del Gobierno para la Infancia y la Juventud, y se convirtió en miembro del consejo de la Media Luna Roja. Formó parte de la Dirección de la Fundación Cultural de Jamee.
En enero de 2010, se convirtió en Ministra de Trabajo, Asuntos Sociales, Mártires y Discapacitados después de recibir el voto de confianza de la Asamblea Nacional de Afganistán.